# Hankyū série 8300
La série 8300 (8300系, 8300-kei) de Hankyu est un type de rame automotrice exploitée depuis 1989 par la compagnie Hankyu au Japon.

## Histoire
La production de la rame a débuté en 1989, afin de desservir la ligne Kyoto de la compagnie. Les premières rames entrent en service en mai 1989.

## Services
Les rames de la série 8300 circulent sur les lignes Hankyu Kyoto, Senri et Arashiyama, ainsi que la ligne Sakaisuji du métro d'Osaka.